# Siquijor (provins)

Provinsens läge i Filippinerna

Siquijor är en ö och provins i Filippinerna. Den är belägen i regionen Centrala Visayas och har 88 400 invånare (2006) på en yta av 344 km². Detta gör den till en av de minsta provinserna i landet, både när det gäller invånarantal och yta. Den administrativ huvudorten har samma namn som provinsen, Siquijor.
Provinsen är indelad i 6 kommuner.